# Bataille des Saintes
 (mai 2012).
Si vous disposez d'ouvrages ou d'articles de référence ou si vous connaissez des sites web de qualité traitant du thème abordé ici, merci de compléter l'article en donnant les références utiles à sa vérifiabilité et en les liant à la section « Notes et références ».
Ne doit pas être confondu avec Bataille de Saintes.
Guerre Franco-Anglaise
Batailles
La bataille des Saintes également appelée bataille de la Dominique, se déroule du 9 avril au 12 avril 1782, pendant la guerre franco-britannique, entre une flotte britannique dirigée par George Rodney et une flotte française dirigée par le comte de Grasse. La flotte britannique en sort victorieuse. L'affrontement fut baptisé du nom des îles des Saintes, un archipel séparé de la Basse-Terre en Guadeloupe par le canal des Saintes.

## Contexte

Les principales étapes de la bataille.

La France possédait déjà quelques îles antillaises et désirait envahir la Jamaïque, alors colonie britannique.
Le 7 avril 1782, le comte de Grasse quitte la Martinique avec 35 navires de ligne, et un grand convoi de 150 navires de transport, à la rencontre de la flotte espagnole composée de 12 vaisseaux de ligne et transportant 15 000 soldats. Il est poursuivi par la flotte britannique, composée de 36 vaisseaux et commandée par les amiraux George Brydges Rodney et Samuel Hood qui les rattrapent le soir même grâce à la rapidité de leurs navires, dont la coque était revêtue de panneaux de cuivre qui empêche la flore marine de s'y fixer mais leur donne surtout une maniabilité supérieure.
Le 9 avril, Grasse ordonne au convoi de se réfugier en Guadeloupe et fait mettre ses navires en ordre de bataille pour couvrir leur retraite. Les deux flottes se trouvent alors sous le vent de l'île de la Dominique. Tout d'abord, 8 navires de l'avant-garde britannique engagent les 14 bâtiments de l'escadre du marquis de Vaudreuil. Lorsque le gros de la flotte britannique s'approche de la zone des combats, les navires français rompent le contact pour couvrir la retraite du convoi. Cinq navires français sont hors de combat. Pendant les deux jours qui suivirent, les deux forces se font face sans combattre pour réparer les dégâts du premier affrontement.

## Déroulement

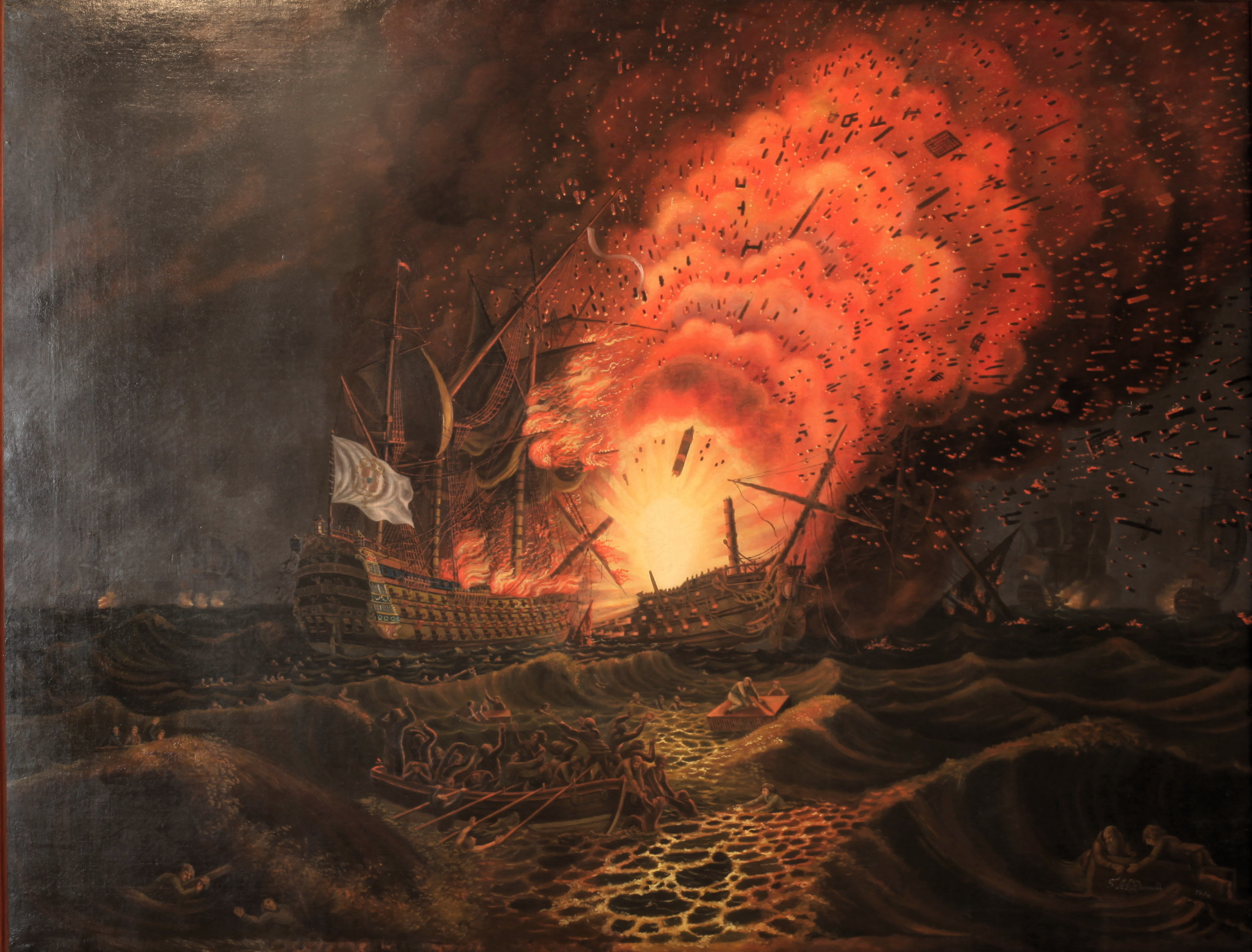
L'explosion du César (74 canons), pendant la nuit.

Le 12 avril, Rodney attaque les 30 navires français restant avec ses 36 bâtiments. Par un vent faible d'est-nord-est, les deux flottes alignées sur deux files commencent le combat en allant à la rencontre l'une de l'autre selon la tactique de la ligne de bataille. Les Français ne peuvent pas tirer profit de leur allure au vent car ils sont pris en tenaille entre les Britanniques et la côte ouest de la Dominique. Vers 9 h 20, le vent tourne au sud-est ce qui oblige les Français qui tirent un bord vers le sud à se laisser déporter à tribord vers la file de bâtiments britanniques. Quelques bâtiments français tentent de virer de bord ce qui rompt l'ordre de bataille. Les Britanniques ayant désormais le vent en poupe en profitent et Rodney sur son vaisseau amiral le HMS Formidable, suivi de cinq autres, s'engage dans une brèche entre les navires français. Derrière lui, Hood fait de même et interrompt la ligne française juste devant le Ville de Paris, vaisseau amiral du comte de Grasse.
Dans cette position, les Britanniques peuvent faire feu de chacun des deux côtés et sur courte distance, leurs canons (des caronades) sont particulièrement efficaces. Ce faisant, Rodney et Hood abandonnent le côté au vent aux Français et ne sont plus en mesure de les empêcher de décrocher. Cependant le vent tombe et laisse les navires en panne. L'après-midi, lorsqu'un léger vent d'est se lève, la flotte française est entièrement disloquée. Grasse ordonne un repli général mais celui-ci ne se fait pas dans l'ordre. Les Britanniques capturent quatre navires français et attaquent le Ville de Paris qui est isolé. Le combat est particulièrement acharné et dure plus de cinq heures. La légende dit que de Grasse, qui a épuisé toutes ses munitions, fait tirer une dernière salve en chargeant quelques canons avec sa vaisselle d'argent puis se rend. Son vaisseau n'est plus qu'un ponton sanglant et démâté. Le César (74 canons), capturé par les Britanniques, explose dans la nuit du 12 au 13 avril. Ce sacrifice n'a cependant pas été inutile car le reste de l'escadre peut se replier. Les pertes françaises sont de 2 000 morts ou blessés et 5 000 prisonniers. Côté navires, outre le Ville de Paris, le Glorieux, l'Hector et l'Ardent, la marine française perd le Caton et le Jason qui sont poursuivis et capturés le 19 avril au large de Porto Rico lors de la bataille du canal de la Mona.
Le Ville de Paris, très endommagé par la bataille, coulera lors de son remorquage vers l'Angleterre.

## Navires engagés
Le nombre qui suit le nom du navire est le nombre de canons embarqués et donc par extension la catégorie du navire.
| CE : chef d'escadre ; LG : lieutenant général des armées navales - Escadre blanche et bleue (d'Espinouse CE) - 2e division - Le Triomphant, 80, de Vaudreuil - Le Bourgogne, de Charritte - Le Magnifique, 74, MacCarthy Martaigne - 1re division - Le Pluton, 74, d'Albert de Rions - Le Marseillais, 74, de Castellane-Majastre - Le Duc de Bourgogne, 80, Champmartin (d'Espinouse CE) - Le Conquérant, 74, La Grandière - 3e division - Le Réfléchi, 64, Médine - Le Magnanime, 74, Le Bègue - Le Destin, 74, du Maitz de Goimpy - Le Diadème, 74, de Monteclerc - Escadre blanche (comte de Grasse LG) - 2e division - Le Glorieux, 74, des Cars - Le Sceptre, 74, de Malet (comte de Vaudreuil CE) - L’Éveillé, 64, de Tilly - 1re division - Le Couronne, 80, de Mithon - Le Ville de Paris, 104, La Villéon (comte de Grasse LG) - Le Languedoc, 80, baron d'Arros - 3e division - Le Dauphin Royal, 70, de Roquefeuil-Montpeyroux - Le César, 74, vicomte de Marigny † - L’Hector, 74, Le Vicomté - Escadre bleue (Bougainville CE) - 2e division - Le Citoyen, 74, de Thy - Le Brave, 74, d'Amblimont - Le Scipion, 74, Clavel - 1re division - L’Ardent, 64, Gouzillon - L’Auguste, 80, Castellan (Bougainville CE) - Le Northumberland, 74, Antoine Cresp de Saint-Cézaire - 3e division - Le Palmier, 74, de Mortilly - Le Souverain, 74, de Glandevès - Le Neptune, 74, Detlaire - L’Hercule, 74, La Clocheterie † Plus les frégates de répétition des signaux |  | - HMS Royal Oak, 74, Burnett - HMS Alfred, 74, Bayne - HMS Montagu, 74, Bowen - HMS Yarmouth, 64, Parrey - HMS Valiant, 74, Granston Goodall - HMS Barfleur 98, Knight (contre-amiral Sir Samuel Hood) - HMS Monarch, 74, Reynolds - HMS Warrior, 74, Wallace - HMS Belliqueux, 64, Sutherland - HMS Centaur, 74, Inglefield - HMS Magnificent, 74, Linzee - HMS Prince William, 64, Wilkinson - HMS Bedford, 74, Graves (commodore Affleck) - HMS Ajax, 74, Charrington - HMS Repulse, 64, Dumaresq - HMS Canada, 74, Cornwallis - HMS St Albans, 64, Inglis - HMS Namur, 90, Fanshame - HMS Formidable, 90, Douglas (amiral Sir George Brydges Rodney) - HMS Duke, 90, Gardner - HMS Agamemnon (1781), 64, Caldwell - HMS Resolution, 74, Manners - HMS Prothee, 64, Buckner - HMS Hercules, 74, Savage - HMS America, 64, Samuel Thompson - HMS Russel, 74, Saumarez - HMS Prudent, 64 - HMS Fame, 74, Barbor - HMS Anson, 64, Blair - HMS Torbay, 74, Gidoin - HMS Prince George, 90, Williams - HMS Princessa 70, Knatchbull (contre-amiral Drake) - HMS Conqueror, 74, Balfour - HMS Nonsuch, 64, Truscott - HMS Alcide, 74, Charles Thompson - HMS Arrogant, 74, Cornish - HMS Marlborough, 74, Penny |

## Conclusion

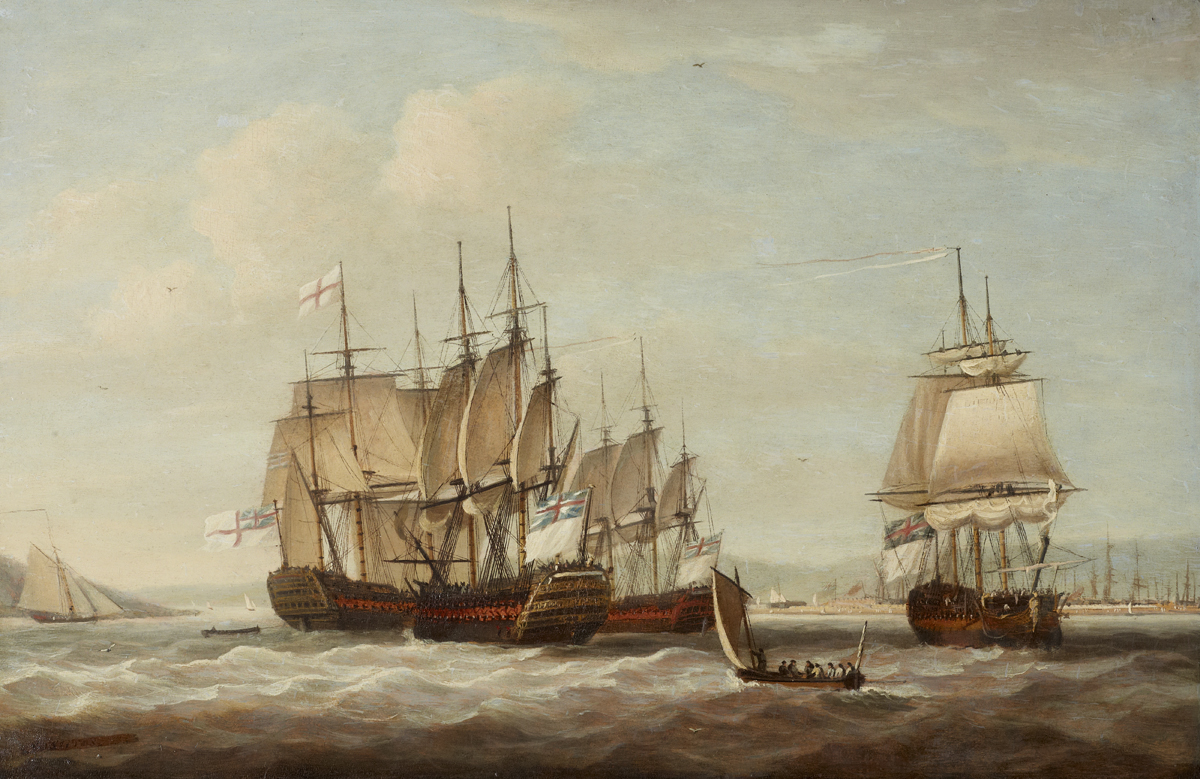
Plusieurs vaisseaux français capturés lors de la bataille et mis sous pavillon britannique.

Le reste de la flotte française rejoint la flotte d'invasion près du Cap Français. Bien qu'elle soit encore composée de 40 vaisseaux de ligne, la flotte renonce à l'invasion de la Jamaïque : la perte du commandant en chef et les maladies parmi les équipages sont la cause de l'abandon de l'entreprise.
En septembre 1782, un convoi britannique escortant deux vaisseaux français capturés (le Ville de Paris et le Glorieux) part vers l'Angleterre. Pris dans une tempête, ces deux derniers disparaissent corps et biens. Les vaisseaux de ligne britanniques Ramillies et Centaur sombrent lors de cette même tempête.
Il n'a jamais été élucidé si Rodney a coupé les lignes françaises par tactique ou si ce n'est pas plutôt le vent qui a induit la manœuvre. La question de savoir pourquoi les navires français n'ont pas été poursuivis reste aussi sans réponse. Plus tard, le comte de Grasse rendra ses capitaines Vaudreuil et Bougainville responsables de la défaite.
C'est la dernière bataille navale livrée dans les eaux américaines au cours de cette guerre. En 1783, la Grande-Bretagne, l'Espagne et la France signent le traité de Versailles qui redistribue, entre autres, les colonies britanniques, espagnoles et françaises des Antilles. La bataille des Saintes marque un tournant dans la tactique des combats en mer, au sens où l’engagement débouchera désormais sur de véritables batailles d’anéantissement.

### Sources et bibliographie
- Michel Vergé-Franceschi (dir.), Dictionnaire d'Histoire maritime, éditions Robert Laffont, coll. « Bouquins », 2002 (ISBN 2-221-08751-8 et 2-221-09744-0)
- Rémi Monaque, Une histoire de la marine de guerre française, Paris, éditions Perrin, 2016, 526 p. (ISBN 978-2-262-03715-4)
- Jean Meyer et Martine Acerra, Histoire de la marine française : des origines à nos jours, Rennes, Ouest-France, 1994, 427 p. [détail de l’édition] (ISBN 2-7373-1129-2, BNF 35734655)
- Étienne Taillemite, Dictionnaire des marins français, Paris, Tallandier, coll. « Dictionnaires », octobre 2002, 537 p. [détail de l’édition] (ISBN 978-2847340082)
- Onésime Troude, Batailles navales de la France, t. 2, Paris, Challamel aîné, 1867, 469 p. (lire en ligne)
- Georges Lacour-Gayet, La marine militaire de France sous le règne de Louis XVI, Paris, éditions Honoré Champion, 1905 (lire en ligne)